# Polski Związek Ludowy „Odrodzenie”
Polski Związek Ludowy „Odrodzenie” – polskie i środkowolitewskie ugrupowanie polityczne o charakterze ludowym. Było blisko związane z Polskim Stronnictwem Ludowym „Wyzwolenie”. Organem prasowym partii była „Gazeta Ludowa”.

## Zarys programu
Partia sprzeciwiała się bezwarunkowej inkorporacji Wileńszczyzny do Polski. Przed wyborami w 1922 roku podzieliła się na dwa skrzydła. Na czele frakcji opowiadającej się za autonomią Wileńszczyzny w ramach Polski stanął Ludwik Chomiński. Główną postacią drugiej frakcja opowiadającej się za federacją z Litwą Kowieńską był Stefan Mickiewicz. Społecznie partia reprezentowała radykalny i lewicowy nurt ruchu ludowego.